# Назофарингит
Назофаринги́т или ринофаринги́т (от лат. nasus, др.-греч. ῥινός [rhinos] — нос + фарингит), реже риноназофаринги́т — катаральное воспаление слизистых оболочек носовой полости и глотки, сопровождающееся их покраснением, набуханием, отёком, а также образованием и выделением жидкости (так называемого экссудата), которая может быть прозрачной (серозный), с примесью слизи (слизистый) и/или гноя (гнойный). Наиболее частая причина катарального воспаления верхних дыхательных путей — бактериальная или вирусная инфекция. Острый назофарингит всегда инфекционной этиологии.
При локализации воспаления в верхней части глотки, в области глоточных миндалин, в области хоан, заболевание называется эпифаринги́т (от др.-греч. ἐπι- [epi-] — сверху).
Назофарингит часто возникает при ОРВИ, но может быть и при других заболеваниях, к примеру при назофарингеальной форме менингококковой инфекции и т. д.

## Этиология
Острый назофарингит имеет вирусную или, реже, бактериальную этиологию, хронический назофарингит имеет, как правило, бактериальную, иногда — грибковую природу. Однако пусковым моментом в развитии заболевания почти всегда является вирусная инфекция.
В роли инфекционных агентов вирусной природы в основном выступают риновирусы, бактериальной природы — стрептококки, стафилококки, диплококки (в том числе и менингококк), пневмококки и другая микрофлора, обычно обнаруживаемая в носоглотке в непатогенной форме.
Причинами хронического назофарингита являются регулярные воспаления носоглотки и недолеченный назофаринит острый, аномалии строения носоглотки, частые переохлаждения, застойные процессы при заболеваниях сердца, печени, почек, инфекции, частое вдыхание пыли и газа, курение и злоупотребление алкоголем. В детском возрасте частой причиной хронического назофарингита является хронический аденоидит.
Хронический назофарингит имеет две формы — гипертрофическую и атрофическую. Гипертрофическая вызывает отёк и утолщение слизистого и подслизистого слоя носоглотки, что обусловливает чувство саднения и першения в горле и щекотки в носу, повышенное выделение светлой прозрачной жидкости и слёзоотделение, что усиливается утром. Атрофическая форма, напротив, приводит к истончению слизистой оболочки носоглотки, что ведёт к сухости в глотке, проблемам с глотанием и появлению неприятного запаха изо рта. Характерный симптом этой формы назофарингита — в процессе разговора человеку хочется сделать глоток воды.

## Острый назофарингит

### Клиническая картина

Дыхательные пути человека

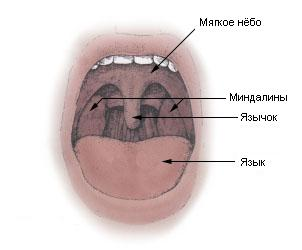
На схеме показаны нёбные миндалины (быт.: гланды)

Заболевание начинается остро, часто сопровождается повышением температуры тела до субфебрильных цифр (37,5°С—38,0°С). Характерны жалобы на головную боль, першение в горле, боль при глотании, заложенность носа, затруднение носового дыхания, насморк. Кроме того, для назофарингита характерны неприятные ощущения в носоглотке: жжение, покалывание, сухость, нередко скопление слизистого отделяемого, которое иногда приобретает кровянистый вид и трудно отходит из носоглотки. Нередко беспокоит боль в затылке. Часто возникают затруднения носового дыхания и гнусавость, особенно у детей. В случаях распространения воспаления на слизистую оболочку слуховых труб (возникновение евстахиита) появляются пощёлкивание, шум и боль в ушах, понижение слуха. При осмотре отмечаются вялость, адинамия, бледность кожного покрова, гиперемия и отёчность задней стенки глотки, её зернистость, вызванная гиперплазией лимфоидных фолликулов, набухание боковых валиков. На задней стенке глотки заметно небольшое количество слизи (катаральное воспаление глотки).
Назофарингит у взрослых нередко протекает без повышения температуры тела, удовлетворительном состоянии и самочувствии, с умеренно выраженными катаральными явлениями со стороны носоглотки. В детском возрасте температурная реакция часто бывает значительной. При осмотре отмечаются гиперемия и припухлость слизистой оболочки носоглотки, вязкие выделения на нёбных миндалинах (лат. tonsíllae) и задней стенке глотки.

### Менингококковая инфекция
Менингококковый назофарингит — ???
Менингоко́кковая инфе́кция (менингоко́кковый менинги́т)[значимость факта?] — острое инфекционное заболевание, характеризующееся значительным клиническим полиморфизмом (разнообразными как по характеру, так и по степени тяжести клиническими проявлениями) и протекающее в виде назофарингита, менингита или менингококкового сепсиса.
Возбудитель менингококкового менингита — менингококк (лат. Neisseria meningitidis) — микроорганизм округлой формы, в мазках цереброспинальной жидкости и крови больного менингококки располагаются парно, по Граму бактерии (кокки) хорошо окрашиваются анилиновыми красителями (грамотрицательные диплококки), неподвижны, слабо устойчивы к внешним воздействиям: прямые солнечные лучи, температура ниже 22 °C, высушивание, действие дезинфицирующих средств приводят к быстрой гибели менингококков. Клеточная стенка менингококка содержит эндотоксин, по химическому строению являющийся липополисахаридом. Единственным источником возбудителя инфекции является человек. Инкубационный период 2—10 дней. В организме менингококк распространяется только гематогенным путём. Различают две формы менингококковой инфекции:
- пациенты с локализованными формами болезни (острый назофарингит и бактерионосительство);
- пациенты с генерализированными формами болезни (гнойный менингит, менингоэнцефалит, менингококковый сепсис, менингококкемия (менингококцемия) с поражением различных органов и систем в виде: типичной, молниеносной или хронической формах).

Таким образом, клиническая картина менингококковой инфекции имеет несколько форм, одна из которых — острый назофарингит — проявляется повышением температуры до 38,5°С, разбитостью, головной болью, сухостью глотки.

### Лабораторная диагностика
В периферической крови иногда наблюдается умеренно выраженный лейкоцитоз нейтрофильного характера. В 50 % случаев острого назофарингита картина периферической крови патологически не изменяется.

### Течение
Течение назофарингита благоприятное: через 2—4 дня нормализуется температура тела, а полное клиническое выздоровление наступает на 5-е — 7-е сутки.

### Профилактика
Необходимо регулярно проводить уборку, проветривать комнаты, мыть руки после посещений общественных мест и перед едой. Доказанными средствами профилактики являются соблюдение личной гигиены (регулярное мытьё рук). Ношение маски может снизить распространение инфекции, при этом маску должен носить больной, а не здоровый человек.
Во время эпидемий следует избегать длительных пребываний в общественных местах, наружные отделы носовых ходов смазывают оксолиновой мазью. Как природный антибиотик употребляется в пищу чеснок. Дополнительное употребление витамина С в некоторых случаях может снизить продолжительность болезни, но не влияет на риск заражения. При этом употребление витамина С во время болезни не оказывает положительного эффекта. В одном небольшом исследовании была обнаружена польза от полоскания.
Важной профилактикой простудных заболеваний является здоровый образ жизни: полноценный сон (около 8 часов в сутки), зарядка, прогулки, употребление разнообразной пищи, содержащей витамины, регулярные выезды на природу из больших промышленных городов.

### Лечение
В настоящее время нет таких лекарств, для которых была бы убедительно продемонстрирована их способность сокращать длительность течения рассматриваемого заболевания. В силу этого лечение назофарингита направлено на облегчение симптомов. В качестве разумных консервативных мер рассматриваются продолжительный отдых, усиленное потребление жидкости во избежание обезвоживания, полоскание горла тёплой солёной водой. Впрочем, положительное воздействие лечения в данном случае ассоциируется преимущественно с эффектом плацебо.
Симптоматическое
Для смягчения проявлений заболевания используются простые анальгетики и антипиретики, такие, к примеру, как ибупрофен и парацетамол. Что касается противокашлевых средств, то наблюдения не показали большей их эффективности в сравнении с анальгетиками; в силу этого, равно как и с учётом возможного негативного влияния на состояние здоровья, не рекомендуется применять их при лечении назофарингита у детей.
Ринорея может быть облегчена с помощью антигистаминных средств первого поколения, хотя они способны вызывать разного рода побочные эффекты наподобие сонливости. Эффективны при лечении назофарингита у взрослых и иные антиконгестанты, такие, к примеру, как псевдоэфедрин. Аэрозоль ипратропия бромида также может уменьшать проявления ринореи, однако слабо влияет на заложенность носа. Антигистаминные средства второго поколения эффективности в данном случае не продемонстрировали.
Ввиду недостаточного количества исследований по этому направлению неясно, влияет ли повышенный приём жидкости на симптоматику и на длительность респираторного заболевания. Аналогичная ситуация существует применительно к использованию нагретого увлажнённого воздуха. Есть исследование, свидетельствующее об облегчении ночного кашля, гиперемии слизистых оболочек и затруднений со сном при использовании растираний и мазей от простуды.

## Примечание
1. ↑  Disease Ontology (англ.) — 2016.
2. ↑  Monarch Disease Ontology release 2018-06-29 — 2018-06-29 — 2018.
3. ↑  Катар (мед.) — статья из Большой советской энциклопедии.
4. ↑  Чистякова В. Р., Радциг Е. Ю., Богомильский М. Р. Болезни уха, горла, носа в детском возрасте: национальное руководство // М.: ГЭОТАР-Медиа, 2008. — 731 с. ISBN 9785970408476.
5. ↑  Назофарингит хронический (недоступная ссылка) // Медицинский справочник Архивная копия от 24 января 2013 на Wayback Machine на Воронежском городском портале
6. 1 2 3 4  Нисевич Н. И., Учайкин В. Ф. Инфекционные болезни у детей. — 1-е изд. — М.: Медицина, 1990. — С. 292—293. — 624 с. — (Учебная литература для студентов медицинских институтов). — 30 000 экз. — ISBN 5-225-01635-9.
7. ↑  Е. П. Шувалова. Инфекционные болезни. — «Медицина», 2001. — С. 624. — ISBN 5-225-04561-8.
8. ↑  Менингококковая инфекция на medarticle.moslek.ru. Архивировано из оригинала 1 июля 2012 года.
9. 1 2 3  Профилактика простуды // Медицинская энциклопедия. Дата обращения: 1 мая 2020. Архивировано 21 октября 2021 года.
10. 1 2  Tom Jefferson, Chris B. Del Mar, Liz Dooley, Eliana Ferroni, Lubna A. Al-Ansary. Physical interventions to interrupt or reduce the spread of respiratory viruses (англ.) // Cochrane Database of Systematic Reviews. — 2011-07-06. — Iss. 7. — P. CD006207. — ISSN 1469-493X. — doi:10.1002/14651858.CD006207.pub4. Архивировано 2 мая 2019 года.
11. ↑  Harri Hemilä, Elizabeth Chalker. Vitamin C for preventing and treating the common cold (англ.) // Cochrane Database of Systematic Reviews. — 2013-01-31. — Iss. 1. — P. CD000980. — ISSN 1469-493X. — doi:10.1002/14651858.CD000980.pub4. Архивировано 28 апреля 2020 года.
12. ↑  Kazunari Satomura, Tetsuhisa Kitamura, Takashi Kawamura, Takuro Shimbo, Motoi Watanabe. Prevention of upper respiratory tract infections by gargling: a randomized trial // American Journal of Preventive Medicine. — 2005-11-01. — Т. 29, вып. 4. — С. 302—307. — ISSN 0749-3797. — doi:10.1016/j.amepre.2005.06.013. Архивировано 10 января 2017 года.
13. ↑  Common Cold: Treatments and Drugs. Mayo Clinic. Дата обращения: 9 января 2010. Архивировано 9 июня 2013 года.
14. 1 2  Simasek M., Blandino D.A. Treatment of the common cold (англ.) // American Family Physician[англ.]. — 2007. — Vol. 75, no. 4. — P. 515—520. — PMID 17323712. Архивировано 26 сентября 2007 года.
15. ↑  Common Cold. National Institute of Allergy and Infectious Diseases (27 ноября 2006). Дата обращения: 11 июня 2007. Архивировано 9 июня 2013 года.
16. ↑  Eccles Pg.261
17. ↑  Kim S.Y., Chang Y.J., Cho H.M., Hwang Y.W., Moon Y.S. Non-steroidal anti-inflammatory drugs for the common cold (англ.) // Cochrane Database of Systematic Reviews : journal  / Kim, Soo Young. — 2009. — No. 3. — P. CD006362. — doi:10.1002/14651858.CD006362.pub2. — PMID 19588387.
18. ↑  Eccles R. Efficacy and safety of over-the-counter analgesics in the treatment of common cold and flu (англ.) // Journal of Clinical Pharmacy and Therapeutics[англ.] : journal. — 2006. — Vol. 31, no. 4. — P. 309—319. — doi:10.1111/j.1365-2710.2006.00754.x. — PMID 16882099.
19. ↑  Smith S.M., Schroeder K., Fahey T. Over-the-counter (OTC) medications for acute cough in children and adults in ambulatory settings (англ.) // Cochrane Database of Systematic Reviews : journal  / Smith, Susan M.. — 2008. — No. 1. — P. CD001831. — doi:10.1002/14651858.CD001831.pub3. — PMID 18253996.
20. ↑  Shefrin A.E., Goldman R.D. Use of over-the-counter cough and cold medications in children (англ.) // Canadian Family Physician[англ.] : journal. — 2009. — November (vol. 55, no. 11). — P. 1081—1083. — PMID 19910592. — PMC 2776795. Архивировано 23 сентября 2015 года.
21. ↑  Vassilev Z.P., Kabadi S., Villa R. Safety and efficacy of over-the-counter cough and cold medicines for use in children (англ.) // Expert opinion on drug safety : journal. — 2010. — March (vol. 9, no. 2). — P. 233—242. — doi:10.1517/14740330903496410. — PMID 20001764.
22. ↑  Taverner D., Latte G.J. Nasal decongestants for the common cold (англ.) // Cochrane Database of Systematic Reviews  / Latte, G. Jenny. — 2007. — No. 1. — P. CD001953. — doi:10.1002/14651858.CD001953.pub3. — PMID 17253470.
23. ↑  Albalawi Z.H., Othman S.S., Alfaleh K. Intranasal ipratropium bromide for the common cold (англ.) // Cochrane Database of Systematic Reviews  / Albalawi, Zaina H.. — 2011. — July (no. 7). — P. CD008231. — doi:10.1002/14651858.CD008231.pub2. — PMID 21735425.
24. ↑  Pratter M.R. Cough and the common cold: ACCP evidence-based clinical practice guidelines (англ.) // Chest : journal. — 2006. — January (vol. 129, no. 1 Suppl). — P. 72S—74S. — doi:10.1378/chest.129.1_suppl.72S. — PMID 16428695.
25. ↑  Guppy M.P., Mickan S.M., Del Mar C.B., Thorning S., Rack A. Advising patients to increase fluid intake for treating acute respiratory infections (англ.) // Cochrane Database of Systematic Reviews : journal  / Guppy, Michelle P.B.. — 2011. — February (no. 2). — P. CD004419. — doi:10.1002/14651858.CD004419.pub3. — PMID 21328268.
26. ↑  Singh M., Singh M. Heated, humidified air for the common cold (англ.) // Cochrane Database of Systematic Reviews  / Singh, Meenu. — 2011. — May (no. 5). — P. CD001728. — doi:10.1002/14651858.CD001728.pub4. — PMID 21563130.
27. ↑  Paul I.M., Beiler J.S., King T.S., Clapp E.R., Vallati J., Berlin C.M. Vapor rub, petrolatum, and no treatment for children with nocturnal cough and cold symptoms (англ.) // Pediatrics[англ.] : journal. — American Academy of Pediatrics[англ.], 2010. — December (vol. 126, no. 6). — P. 1092—1099. — doi:10.1542/peds.2010-1601. — PMID 21059712.